# Atya gabonensis
Espèce
Statut de conservation UICN

 LC  : Préoccupation mineure
La Crevette bleue du Gabon (Atya gabonensis), ou Crevette balais, est une espèce de crevettes d'eau douce du genre Atya appartenant à la famille des Atyidae.
Elle est apparue récemment dans les commerces aquariophiles.

## Description

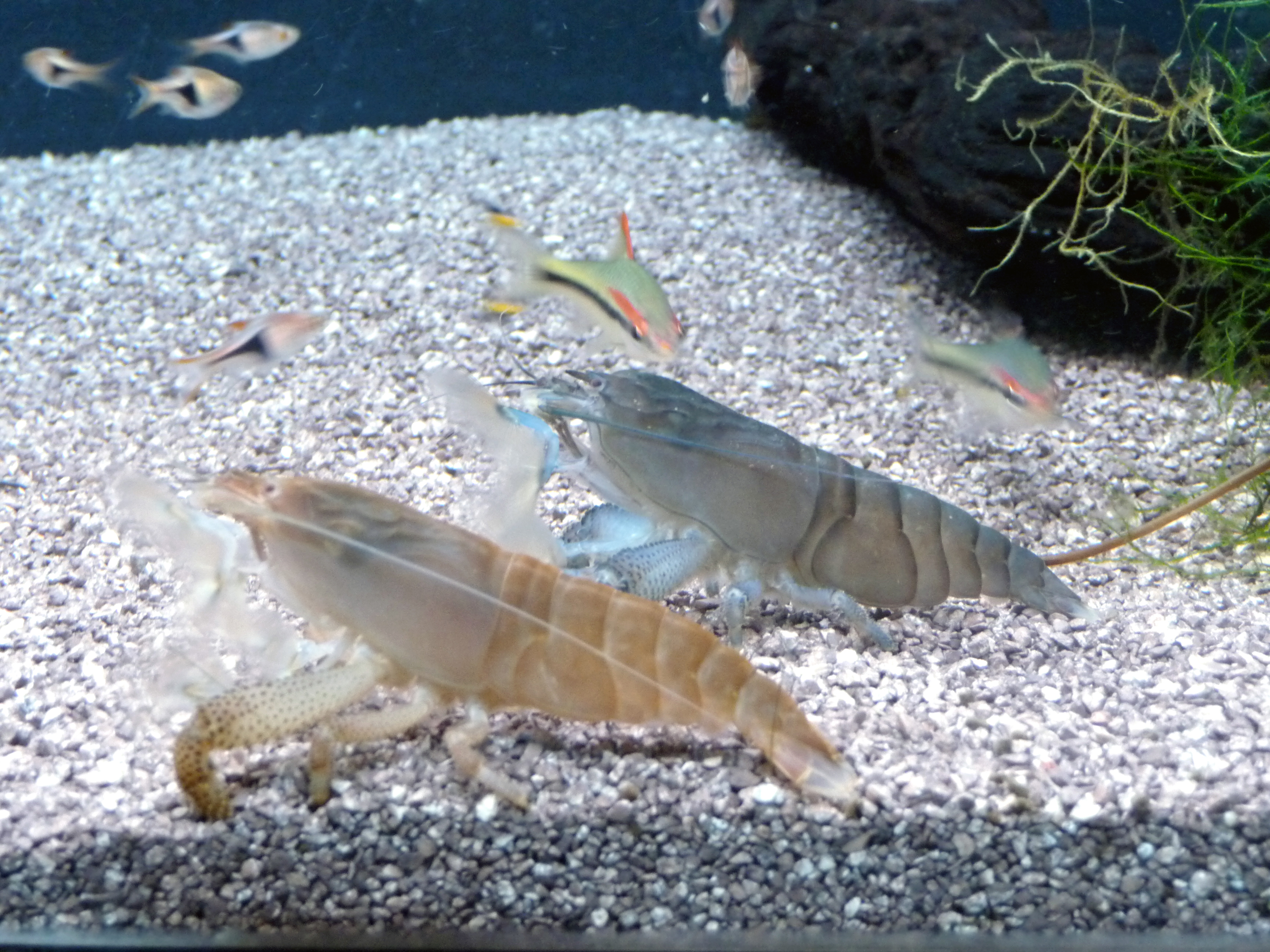
Deux spécimens de coloris différents

Cette crevette a un aspect massif qui la fait ressembler à une petite écrevisse. Elle peut mesurer jusqu'à 16 centimètres.
Elle peut être de couleur variable, du blanc au bleu vif, en passant par le gris. Cette couleur peut varier au fur et à mesure des mues et dépend certainement de différents facteurs : alimentation, qualités physico-chimiques de l'eau...
Elle ne possède pas de pinces, elle filtre l'eau à la recherche d'animalcules qui lui permette de se nourrir.
Elle dispose pour cela de sorte de pinceaux avec lesquelles elle brasse l'eau et capture sa nourriture.
Cela en fait une crevette très pacifique et très sociable qui est très prisée dans le milieu de l'aquariophilie.

## Répartition
Cette espèce peuple l'Afrique occidentale et la côte orientale de l'Amérique du Sud.

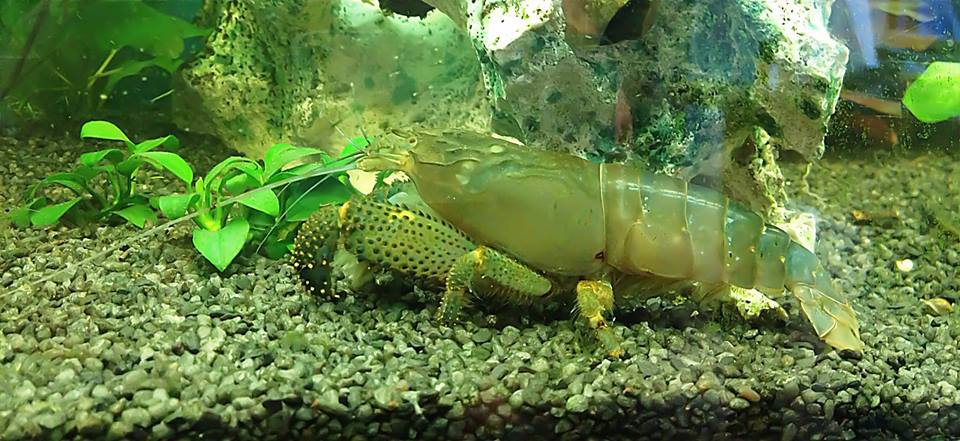
Atya gabonensis

## Reproduction
Sa reproduction se fait par le passage à un stade larvaire.
Les larves ou zoés doivent éclore dans une eau saumâtre pour avoir une chance de survie.